# Dębowik
Dębowik (alt. Dubowik) – peryferyjna, niewielka część miasta Supraśl w Polsce, w województwie podlaskim, w powiecie białostockim. 
Leży na końcu ślepej ulicy o nazwie Dębowik, która z kolei jest przedłużeniem ulicy Podleśnej na Podsupraślu, na północno-wschodnich rubieżach miasta. Leży po północnej stronie rzeki Supraśl.
1 stycznia 1972 Dębowik wyłączono z gromady Wasilków i włączono do Supraśla.